# Topremang
Topremang é uma cidade do distrito de Kwaebibirem, em Gana.